# Waddinxveen
Waddinxveen  è un comune olandese di 25 415 abitanti situato nella provincia dell'Olanda Meridionale.